# Johann Dreher
Johann Georg Dreher (* 1. März 1936; † 8. Januar 2025) war ein deutscher Diplomat, der unter anderem Botschafter in Dänemark war.

## Leben
Nach dem Abitur absolvierte Dreher ein Studium und trat anschließend in den Auswärtigen Dienst ein. Nach Abschluss der Laufbahnprüfung für den höheren Dienst fand er Verwendung an verschiedenen Auslandsvertretungen sowie in der Zentrale des Auswärtigen Amtes in Bonn.
Zuletzt erhielt er Anfang 1997 als Nachfolger des in den Ruhestand getretenen Hermann Gründel seine Akkreditierung als Botschafter in Dänemark und bekleidete diese Funktion bis zu seiner Ablösung 2001 durch Johannes Dohmes, der zuvor Leiter der Ständigen Vertretung beim Europarat in Straßburg war. Während seiner Amtszeit als Botschafter kam es in seiner Anwesenheit 2001 zur ersten gemeinsamen Kranzniederlegung von deutschen und dänischen Soldaten auf den Düppeler Schanzen.

## Veröffentlichungen
- Tyskere imod Hitler : fem diplomater i København, Kopenhagen 1999, ISBN 87-987625-0-8